# Rejon borysławski
Rejon borysławski (ukr. Бориславський район) – dawna jednostka podziału administracyjnego Ukraińskiej Socjalistycznej Republiki Radzieckiej w Związku Socjalistycznych Republik Radzieckich w 1940 roku i w latach 1959–1962.  Należał do obwodu drohobyckiego (1940) i do obwodu lwowskiego (1959–1962). Siedziba władz rejonu znajdowała się w Borysławiu.
Rejon borysławski został utworzony 17 stycznia 1940 na podstawie dekretu Prezydium Rady Najwyższej USRR o podziale na rejony zachodnich obwodów USRR, kiedy to w obwodzie drohobyckim utworzono 30 rejonów, między innymi borysławski. Rejon objął obszary zniesionych gmin Dereżyce, Schodnica, Stebnik i Truskawiec, należące przed wojną do powiatu drohobyckiego w województwie lwowskim. Borysław stanowił miasto na prawach rejonów, i nie wchodził w skład rejonu borysławskiego.
Rejon borysławski zniesiono 15 sierpnia 1940, a jego obszar włączono do rejonu drohobyckiego.
Jednostkę o nazwie rejon borysławski przywrócono w innych granicach 23 września 1959 w obwodzie lwowskim. Doszło do tego w związku z przeniesieniem siedziby władz rejonu podbuskiego z Podbuża do Borysławia (stanowiącego dotychczas miasto na prawach rejonu) i przekształcenie jednostki w rejon borysławski.
Jednostka utrzymała się do 30 grudnia 1962, kiedy to rejon borysławski  zniesiono, włączając jego obszar do rejonu drohobyckiego oraz reaktywowanego miasta na prawach rejonu Borysławia.